# Prudent (Thieriot Prudent)
Pour les articles homonymes, voir Thieriot et Prudent (homonymie).
Prudent Thieriot, plus connu sous le nom de Prudent (6 février 1730, 9 décembre 1786) est un facteur d'instrument de musique à vent — maître parisien – célèbre pour son art dans la facture des clarinettes, bassons et flûtes traversières baroques et pré-classiques.
Fils de Prudent Thieriot menuisier et de Jeanne Belin. Originaire de Bourbonne-les-Bains. Il s'oriente à l'âge de 17 ans dans la facture d'instrument auprès du maître parisien Charles Bizey, rue de Dauphine. Apprenti pendant 6 ans, il obtient son brevet et signe ses premiers instruments « Prudent Bizey ». Il utilisera cette signature jusqu'en 1751.
Marié à Marguerite Chalopet (fille de la femme de son maître Charles Bizey) le 6 avril 1758. Par cette union et après la mort de Bizey, Prudent devient le maître facteur de l’atelier de la rue Dauphine. Il signe désormais son travail par « [Fleur de lys]/PRUDENT/A PARIS », utilisant son prénom au lieu de son nom de famille, un acte peu courant à l'époque.
Il a fourni les instruments de l'Opéra et du Théâtre Italien à Paris ainsi que divers régiments militaires [réf. nécessaire]. En 1765, il est dépêché avec Paul Villars comme expert pour réaliser l'inventaire de l'atelier de Thomas Lot. Il perfectionne ses techniques et réalise de nombreuses avancées dans la facture des clarinettes, instrument qui se développe de plus en plus à cette époque. En 1772-1773, il est nommé juré comptable de la célèbre communauté des maîtres luthiers de Paris.
Prudent est le facteur de référence à la fin du XVIIIe siècle pour les bassons et les clarinettes.
Il meurt à Paris le 9 décembre 1786.
À sa mort, un inventaire établi par Christophe Delusse et Dominique Porthaux fait état d'une liste de :
- 142 clarinettes,
- 130 flûtes,
- 30 flûtes tierces,
- 258 flageolets,
- 41 flûtes à bec,
- 205 bassons,
- 50 piccolos.

Un de ses fils, Prudent Thieriot (même prénom et même nom) continuera la facture d'instruments à vent à Paris. Il utilisera la même signature que son père, ce qui pose des problèmes d'identification des instruments disponibles aujourd'hui.